# Битоля (сиропиталище в София)
„Битоля“ е сиропиталище, основано в София, България, от Македонското женско дружество в 1915 година.

## История
Македонското женско дружество първоначално полага усилия главно в общото подпомагане на българите в Македония и бежанците в България, както и се грижи за поддържане на националното съзнание. След Балканските войни Македонското женско дружество съсредоточава усилията си в грижи за сираците на македонските бежанци и открива сиропиталище „Битоля“ в София на 15 февруари 1915 година.
Сиропиталището в началото приютява 25 деца, но след това е разширено и до края на същата година децата са 57. За него се построява сграда от 1924 до 1926 година на улица „Владайска“ и отново се разширява пак в 1928 година. Всичко това става благодарение на подкрепа от македонските братства и организации, лични дарения и с помощта на общината и държавата. Постепенно в сиропиталището се подслоняват около 70 – 120 деца от 7 до 14 години, като сираците на македонските бежанци се настаняват с предимство.
След 9 септември 1944 г. започва натиск върху ръководството на Македонското женско дружество, което се отразява и на приюта. Сиропиталище „Битоля“ не се затваря веднага, но постепенно подслонява все по-малко деца, достигайки 24 – 30 деца. Приютът продължава да се управлява от Македонското женско дружество.
Тъй като дружеството обединява елита на македонската емиграция в София и управлява добри имоти в София, привлича вниманието на близката до новата политическа прослойка македонска общност. В писмо от 10 януари 1945 година до Националния комитет на македонската емиграция в България се иска държавата да вземе мерки срещу Македонското женско дружество. Първоначално общината сменя директорката на сиропиталище „Битоля“. Районният комитет на Отечествния фронт започва да разследва сигнали, че ръководството на организацията не се е научило „да стъпва с левия крак“ и че в сиропиталището има „нездрав“ политически климат, както и че там ситуацията е бедствена. Сиропиталището на практика спира да работи в 1949 година, а скоро след това и самото Македонско женско дружество е слято с Македонското просветно дружество „Гоце Делчев“. След 1989 година сградата на сиропиталището е дадена на ВМРО-СМД.